# Richard Lawrence
Richard Lawrence (n. 22 iulie 1906, West Chazy⁠(d), Comitatul Clinton, New York, New York, SUA – d. 1974, Rochester, New York, SUA) a fost un bober ce a reprezentat Statele Unite ale Americii, medaliat olimpic. A participat la o ediție a Jocurilor Olimpice (1936) în care a câștigat o medalie de bronz.

## Participări
Lista de mai jos prezintă principalele competiții la care a participat Richard Lawrence de-a lungul carierei.
- bobsleigh at the 1936 Winter Olympics – two-man[*]